# Paraffin

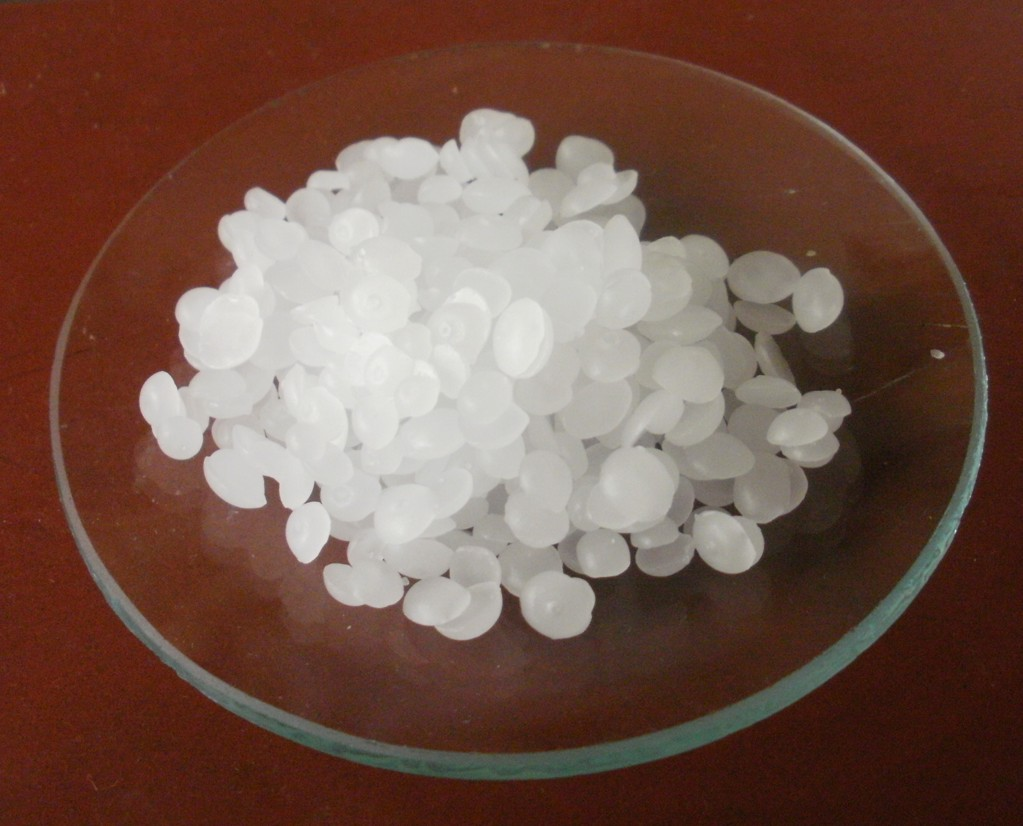
Ipari paraffin viasz pellet formában

A paraffin a kémiában a CnH2n+2 felépítésű alkán szénhidrogének gyűjtőneve. Köznapi nyelven legtöbbször a paraffin viaszt értjük rajta, mely főleg 20-nál nagyobb szénatomszámú egyenes láncú alkánok keveréke.
A legegyszerűbb paraffin a metán (CH4), mely szobahőmérsékleten gáz halmazállapotú. A hosszabb szénláncú molekulák, például az oktán (C8H18) szobahőmérsékleten folyékony halmazállapotúak, míg a legnehezebb molekulák (20 szénatom felettiek) szilárd halmazállapotban fordulnak elő. Ez utóbbiak köznapi gyűjtőneve a paraffin, vagy paraffin viasz. Ezt először 1830-ban, Carl Reichenbach azonosította.
A paraffin szót, bár gyakorlatilag az összes alkán megjelölésére szolgál, leggyakrabban a lineáris molekulaláncú, normál alkánokat jelölve szokták használni, míg az elágazó láncú molekulákat izo alkánnak, vagy izoparaffinnek nevezik. Nagy-Britanniában, valamint Dél-Afrikában a kerozint paraffinnak, vagy paraffin olajnak is nevezik.
A paraffin elnevezés a latin parum (kevéssé) + affinis (reakcióképes) szavak összetételéből származik. A neve utal az alkánok általános tulajdonságára, hogy nem polárosak, és más molekulákkal nagyon nehezen lépnek reakcióba.

## Paraffin viasz
A paraffin viasz (köznapi nevén paraffin) tiszta formában fehér, szagtalan, viaszos tapintású, szilárd anyagot alkot. Olvadáspontja a benne található molekulák átlagos hosszától függően 47–64 °C, sűrűsége 0,9 g/cm³. Vízben nem oldékony, de szerves oldószerekben (éterben, benzolban, és néhány észterben) könnyen oldható. A legtöbb vegyülettel nem lép reakcióba, viszont könnyen éghető anyag.
A tiszta paraffin kiváló elektromos szigetelő anyag. Fajlagos ellenállása {\displaystyle 10^{13}}–{\displaystyle 10^{17}} ohm méter. Ez szinte minden ismert anyagnál jobb, csak néhány műanyag esetén tapasztalható ennél magasabb érték (például a teflon és a PET (polietilén-tereftalát). Egy másik lényeges tulajdonsága, hogy kiváló neutron-moderátor. 1932-ben James Chadwick is paraffint használt kísérletei során, amikor azonosította a neutront.
A paraffin viasz nagyon jó hőtároló képességekkel rendelkezik: fajlagos hőkapacitása 2,14–2.9 J g–1 K–1 olvadáshője pedig 200–220 J g–1. Ezen tulajdonságai miatt néhány speciális esetben gipszkartonok öntése során a gipszhez adagolják. A gipszben lévő paraffin a beépítést követően a nappali időszakban hőt vesz fel, majd éjszaka visszasugározza azt. A viasz olvadáskor nagy mértékben kitágul, ezért termosztátokban is alkalmazzák.
A tiszta paraffin modellezéshez nem megfelelő anyag, mert szobahőmérsékleten meglehetősen kemény, és könnyen törik. Szobrok modelljének elkészítésére ezért inkább méhviaszt alkalmaznak, de néhány esetben paraffint is adagolnak a megmunkálandó viasztömbhöz.
A vegyiparban számos esetben módosítják a paraffint, ugyanis oldalláncok hozzáadásával viszkózusabb, kisebb kristályokat tartalmazó, némely esetben előnyösebb tulajdonságú anyaggá alakítható. Az oldalláncok hozzáadása általában adalékanyagok segítségével (etilén–vinil-acetát (EVA), mikrokristályos viasz, polietilén) megy végbe.

## Folyékony paraffin
A folyékony paraffin a kőolajfinomítás melléktermékeként, nehéz alkánokból hátramaradt keverék. Átlagos sűrűsége 0,8 g/cm³.
A nagy tisztaságú, orvosi célra alkalmazott paraffin elősegíti a bélben való mozgást (síkosító hatás), így a gyógyászatban enyhe hashajtóként alkalmazzák. Előnye, hogy a bélrendszerből nem szívódik fel, viszont csökkenti a víz felszívódását. Napi megengedett beviteli maximum nincs meghatározva, ugyanakkor hosszantartó alkalmazása nem ajánlott. Mivel nem szívódik fel, a végbélen keresztül szivároghat és irritációt is okozhat, továbbá hatással van a zsírban oldódó vitaminok felszívódására (A, D, E, K vitamin). Gyerekek számára nem ajánlott.
Az élelmiszeriparban az élelmiszereket készítő gépsorok kenésére, alkatrészek síkossá tételére, sütőformák kikenésére, valamint az élelmiszerek felületének fényessé tételére (pékáruk, édességek, gyümölcsök esetén) alkalmazzák E905 néven.
Infravörös spektroszkópia esetén előszeretettel alkalmazzák, mert infravörös színképe relatíve egyszerű, azaz jól elkülöníthető a többi anyagétól.

## Felhasználása

### Légnemű
- Üzemanyagként alkalmazzák

### Folyékony
- Üzemanyagként alkalmazzák
- Gyógyászat (hashajtó, fültisztító)
- Élelmiszerekben adalékanyag
- Kozmetikumokban síkosító anyag

### Paraffin viasz
- Gyertyakészítés
- Viaszos bevonatú papírok és szövetek
- Élelmiszer-tisztaságú paraffin (E905):
  - Édességek fényes felületének kialakítása (bár ehető, de a szervezetben nem szívódik fel, így gond nélkül távozik a bélrendszerből)
  - Egyes sajtokon bevonatként alkalmazzák (például edámi)
  - Befőttesüvegek és lekvárosüvegek szigetelésére is alkalmazható
  - Rágógumikban gyakran fordul elő
- Öntőformák készítése
- Lőfegyverekben a lövedék síkossá tétele, általában más anyagokkal keverve (pl.: méhviasz)
- Gyógyászati krémek alapanyaga
- Bőrgyógyászatban hidratálóként használják
- Számos sportban a felületek síkossá tétele (szörfdeszka, síléc, snowboard, gördeszka, görkorcsolya)[12]